# 高潤鴻
高潤鴻，香港粵劇界音樂家，高根家族成員，兄長為高潤權。
香港靈宵劇團、金靈宵、青靈宵藝術總監，香港靈宵藝傳有限公司、香港戲曲總會有限公司創立董事。中國戲劇家協會會員；廣東省文聯全委會會員；中國文學藝術界聯合會香港會員總會會員。他畢業於坪石天主教小學。

## 粵劇世家
高潤鴻來自粵劇世家，三代皆為粵樂名家，乃已故粵劇撃樂領導高根先生之孻子，1993年拜入廖森門下；擅長各種撃樂、管樂、絃樂、彈撥樂及樂理。其妻為粵劇花旦及編劇—謝曉瑩。

## 音樂之路
高潤鴻8歲入行；12歲曾於美加登台獨奏嗩吶；14歲當上撃樂領導。後改行擔任「頭架」；現任多個具劇團、及由「康文署」、「香港藝術節」等主辦的不少粵劇節目之音樂領導。
梁仁昭於2014年拜入高潤鴻門下，為高氏唯一的一位徒弟。
另外，他曾為多齣劇擔任音樂設計，亦有大量音樂創作，並於2015年成為香港作曲家及作詞家協會會員。

## 獎項榮譽
- 2017年2月獲香港電台頒發2016「戲曲天地梨園之最~音樂領導獎」

- 2015年10月獲民政事務局局長頒發「嘉許獎狀」

- 2015年4月獲香港藝術發展局 2014「年度藝術家年獎（戲曲）」

## 音樂創作
「香港靈宵劇團」所有新劇，皆由高潤鴻擔任音樂領導及創作
- 2015年4月《大戰蒙雲關》
- 2016年3月《狄青平南系列》（《大戰蒙雲關》、《龍蟠記》、《虎踞緣》）
- 2016年5月30日至6月1日《宋徽宗‧李師師‧周邦彥》
- 2016年9月30日及10月1日《牛郎與織女》
- 2017年4月8及9日《風塵三俠》
- 2017年11月17日《白蛇會子》
- 2018年4月6及7日《鳳求凰》

## 薪火相傳
- 多屆香港八和會館理事，並在香港八和會館油麻地戲院「粵劇新秀計劃」裡任「音樂統籌」
- 2016年11月至2017年2月期間擔任香港教育大學「粵曲初班」之課程導師
- 2015年8月至10月期間主持及主講香港中文大學逸夫書院芳豔芬藝術傳承計劃之「粵劇唱腔傳承課程」
- 2015年7月為中國戲曲節「戲曲與祭祀音樂」講座之主
- 2015年3月獲康樂及文化事務署之邀，主演「嶺南粵調演奏會」
- 2015年1月為「康文署」主辦之「深情對話 講座系列（5）」、主題「吹彈打奏高才」任主講。
- 2013-14年度成為香港公開大學李嘉誠進修學院「粵曲唱藝高級證書」課程導師
- 2013年為香港公開大學擔任「粤劇曲藝講座」主講嘉賓
- 2009年起出任香港八和會館各項進修課程的主要導師
- 2001年9月於香港大學音樂系擔任粵曲課程的兼任導師，教授鑼鼓，為期一年。
- 2000年曾任香港城市大學所舉辦的「藝術示範講座」之「粵劇伴奏音樂」的主講

## 重要活動
- 2015年獲選為香港八和會館第37屆之理事
- 2015年獲選為香港普福堂粵劇樂師會第13屆‧八和會館音樂部第33屆之副理事長。